# Quincy Quek
Quincy Quek (1987) is een golfer  uit Singapore. Hij was in 2008 de eerste Singaporese golfer die aan het Brits Amateur.
Quek ging naar Anglo-Chinese scholen en blonk uit als zwemmer. Ter ontspanning speelde hij golf. Het verschil tussen die twee sporten intrigeerde hem steeds meer ... met zwemmen ben je in een paar minuten klaar, en als het even slecht gaat, kan je niets compenseren. Met golf spelen tijd en de elementen zoals regen of windvlagen mee, maar je krijgt onderweg de tijd om je te herstellen.

## Amateur
Quek heeft een goede amateurscarrière gehad met enkele overwinningen. Van 2007-2009 speelde hij voor de wereldranglijst.  In 2007 was hij bovendien de beste amateur op het Barclays Singapore Open.
Zijn laatste jaar als amateur was gevuld met mooie toernooien, Hij werd gekozen voor het Aziatische team om de Bonallack Trophy te spelen, en daardoor mocht hij als eerste Singaporese golfer ook het Brits Amateur (gewonnen door Reinier Saxton) en het Japans Amateur spelen.
Begin 2009 ging hij als amateur naar de Tourschool van de Asian Tour, waar hij de Final Stage haalde. Nadat hij nog 2de bij het Filipijns Amateur was geworden, moest hij kiezen of hij ging studeren of professional golfer zou worden, hij koos voor het laatste.

### Gewonnen
- 2007: Putra Cup (individueel), Nationaal Kampioenschap
- 2009: Philippines Amateur

### Teams
- Putra Cup: 2008 (winnaars)
- Sir Michael Bonallack Trophy: 2008

## Professional
Quek werd medio 2009 professional. Sindsdien speelt hij op de Aziatische PGA Tour. Zijn eerste overwinning behaalde hij in 2012  met een score van -12, inclusief een hole-in-one op hole 16 van de Palmer's Course in de Filipijnen. Aan het einde van het seizoen was hij nummer 67 op de Order of Merit.

### Gewonnen
Asian Development Tour
- 2012: Orchard Golf Championship (-12)